# Мировия
Миро́вия (от слова «мировой») — гипотетический всемирный океан, омывавший суперконтинент Родиния от 1100 до 800 миллионов лет назад, в эпоху неопротерозоя. 
В криогении, около 750 миллионов лет назад, бо́льшая часть Родинии была расположена вокруг южного полюса, а окружавший её океан был покрыт льдом толщиной в два километра (гипотеза Земля-снежок). Лишь часть Родинии — будущая Гондвана — находилась вблизи экватора. В эдиакарии, 600 миллионов лет назад, когда осколки Родинии продвинулись на север, на них стала развиваться многоклеточная простая жизнь, а Мировия превратилась в океаны Панталасса и Панафрикан.